# Leonardo Amador Rodríguez
Leonardo Amador Rodríguez ,(nacido el 25 de abril de 1957 en Poza Rica, Veracruz, México), era un empresario y político veracruzano, miembro del Partido de la Revolución Democrática. Ha desempeñado los cargos de presidente de la Cámara Nacional de Comercio en Poza Rica y presidente del Consejo Coordinador Empresarial del norte del estado de Veracruz. Actualmente es diputado federal, formando parte de la LXIII Legislatura del Congreso de la Unión de México, en funciones durante el periodo 2015-2018.

## Reseña biográfica

### Carrera profesional
Graduado como ingeniero en geofísica por parte de la Universidad Nacional Autónoma de México, Amador optó por dedicarse al comercio en su natal Poza Rica, en específico en el ámbito automotriz y de refacciones. Tras años como conocido empresario decidió incursionar en la política, al ser postulado para legislador federal por el Partido de la Revolución Democrática y finalmente alzarse con el triunfo en los comicios del 2015.

### Carrera política
Bajo el lema #HayQueAtrevernos, es electo diputado federal tras lograr un histórico triunfo en el distrito V del estado de Veracruz (Poza Rica, Coatzintla, Papantla, Castillo de Teayo) a costa de su más cercano perseguidor, Víctor Manuel Salas Lima de la coalición PRI-PVEM. Es el primer legislador en la historia del distrito en ganar una elección por el PRD, y fue el único del estado durante las elecciones federales del 2015. Actualmente preside la comisión de Asuntos de la Frontera Norte.